# Triforce (arcade)

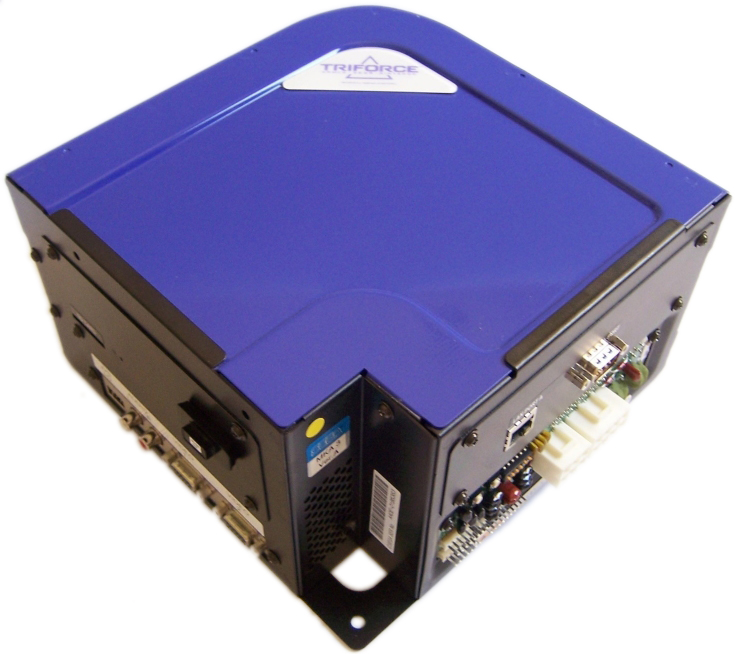
Placa de arcade Triforce.

Triforce é uma placa de arcade desenvolvida em conjunto pela Nintendo, Namco e Sega, anunciado em 19 de fevereiro de 2002. O nome Triforce é uma referência à série de jogos Zelda e simboliza o envolvimento das três companhias no projeto. O sistema é baseado no Nintendo GameCube e entre as diferenças principais estão o dobro de memória 1T-SRAM, expansibilidade de memória RAM e compatibilidade com o sistema de discos óticos GD-ROM da Sega.

## Historia
Após a transição da Sega do desenvolvimento original de consoles para o desenvolvimento de terceiros em 2001, a Sega e a Nintendo se aproximaram no ambito corporativo. Toshihiro Nagoshi, presidente da subsidiária da Sega, Amusement Vision, desenvolveu Super Monkey Ball para o GameCube, o que abriu a oportunidade para uma colaboração entre as duas empresas. A Nintendo anunciou em 18 de fevereiro de 2002 que uma placa de sistema de arcade chamada " Triforce " estava sendo desenvolvida em conjunto entre Nintendo, Namco e Sega . A ideia de um arcade surgiu após discussões entre a Sega e a Namco sobre as capacidades e a relação custo-benefício da arquitetura GameCube para fazer jogos de arcade. A Sega, ajudou a desenvolver o sistema de arcade Triforce da Nintendo, queria apoiá-lo com software que "se destacasse e chamasse a atenção para a plataforma da Nintendo".
O Maior desafio era lançar uma plataforma de arcade que fosse acima de tudo, economica, acessivel a port de Arcade-Gamecube e vice-versa e diferenças culturais empresariais entre as empresas. O Nome Triforce é além de uma referencia a união entre as três empresas, uma referencia a The Legend Of Zelda, apesar da Nintendo nunca ter cogitado lançar um Zelda para ele.

## Especificações
- CPU principal: IBM PowerPC "Gekko" a 486 MHz
- GPU: ATI/Nintendo "Flipper" a 162 MHz.
- Profundidade de cores: 24-bit (16 milhões de cores)
- Recursos: Fog, Subpixel Anti-Aliasing, 8 Hardware Lights, Alpha blending, Virtual Texture Design, Multi-Texturing, Bump Mapping, Environment mapping, MIP Mapping, Bilinear filtering, Trilinear filtering, Anisotropic filtering, Real-time Hardware Texture Decompression (S3TC), Real-time Decompression of Display List, Embedded Framebuffer, 1MB Embedded Texture Cache, HW 3-line Deflickering filter.
- DSP de Som: DSP Macronix 16-bit a 81 MHz
- Memória RAM principal: 48MB de 1T-SRAM fabricado pela MoSys.

## Lista de jogos para Triforce
| Jogo                                                 | Desenvolvedora | Ano       |
| ---------------------------------------------------- | -------------- | --------- |
| Virtua Striker 2002                                  | Sega           | 2002      |
| F-Zero AX                                            | Sega/Nintendo  | 2003      |
| Star Fox Armada                                      | Nintendo       | CANCELADO |
| Gekitou Pro Yakyuu                                   | Sega           | 2003      |
| F-Zero AX (Monster Ride/Cycraft ver.)                | Sega/Nintendo  | 2004      |
| The Key of Avalon Ver. 1.20: Summon The New Monsters | Sega           | 2003      |
| The Key of Avalon Ver. 1.30: Chaotic Sabbat          | Sega           | 2003      |
| The Key Of Avalon 2                                  | Sega           | 2004      |
| Mario Kart Arcade GP                                 | Namco/Nintendo | 2005      |
| Virtua Striker 4                                     | Sega           | 2005      |
| Virtua Striker 4 Ver.2006                            | Sega           | 2006      |
| Mario Kart Arcade GP 2                               | Namco/Nintendo | 2007      |

- Alguns jogos, se o jogador tiver o Memory Card do Gamecube poderá desbloquear conteudo de jogos especificos que tenha versões arcade.